# Syngnathus macrophthalmus
Syngnathus macrophthalmus — вид морських іглиць. Поширений виключно біля Суецу і Хургади у північно-західній частині Червоного моря. Морська тропічна демерсальна риба, що сягає 12,2 см довжиною.